# 令狐虬
令狐虬（?—?），西魏敦煌人，世代为西土士族，祖父令狐嗣、父亲令狐诏安，官至郡守，都是良吏。
令狐虬早年以名德著称，历任瓜州司马、敦煌郡守、郢州刺史，封长城县子。西魏大统末年，在家中去世。宇文泰伤心哀悼，遣使者监护丧事，又命乡人为他营造坟垄。赠龙骧将军、瓜州刺史。其子令狐整、令狐休，令狐整之子令狐熙。